# Communauté de communes Val Eyrieux
Die Communauté de communes Val Eyrieux ist ein Gemeindeverband mit Rechtsform einer Communauté de communes im französischen Département Ardèche, dessen Verwaltungssitz sich in dem Ort Le Cheylard befindet. Er liegt am Nordwestrand des Département und umfasst einen Teil des Zentralmassivs mit Erhebungen bis zum 1753 m hohen Mont Mézenc. Sein Name bezieht sich auf den Fluss Eyrieux, der durch Le Cheylard fließt und die Gebirgslandschaft prägt. Der Großteil der Gemeinden gehört zum regionalen Naturpark Monts d’Ardèche. Der Gemeindeverband besteht aus 29 Gemeinden auf einer Fläche von 510,09 km². Präsident des Gemeindeverbandes ist Jacques Chabal.

## Aufgaben
Zu den vorgeschriebenen Kompetenzen gehören die Entwicklung und Förderung wirtschaftlicher Aktivitäten sowie die Raumplanung auf Basis eines Schéma de Cohérence Territoriale. Der Gemeindeverband bestimmt die Wohnungsbaupolitik. In Umweltbelangen betreibt er die Wasserversorgung, die Abwasserentsorgung sowie die Müllabfuhr und -entsorgung. Zusätzlich baut und unterhält der Verband Sporteinrichtungen und fördert Veranstaltungen in diesem Bereich.

## Historische Entwicklung
Die heutige Communauté de communes entstand zum Jahreswechsel 2013/2014 aus der Fusion von drei Kommunalverbänden und weiteren Einzelgemeinden. Diese waren im Einzelnen:
- die Communauté de communes des Boutières, ein 2005 gegründeter Zusammenschluss aus 11 Gemeinden;
- die Communauté de communes du Haut-Vivarais, ein 1998 gegründeter Zusammenschluss aus sechs Gemeinden;
- die Communauté de communes du Pays du Cheylar, ein 2002 gegründeter Zusammenschluss aus 14 Gemeinden;
- die drei Gemeinden Albon-d’Ardèche, Issamoulenc und Saint-Pierreville der zum selben Zeitpunkt aufgelösten Communauté de communes des Châtaigniers, Verband aus sechs Gemeinden aus dem Jahr 2002.

Mit Wirkung vom 1. Januar 2017 verließen die Gemeinden Borée, La Rochette und Saint-Martial den Verband und schlossen sich der Communauté de communes de la Montagne d’Ardèche an.
Mit Wirkung vom 1. Januar 2019 wurden die bis dahin selbstständigen Gemeinden Nonières und Saint-Julien-Labrousse zur Commune nouvelle Belsentes zusammengelegt, die in den Gemeindeverband aufgenommen wurde. Gleichzeitig wurden die bis dahin selbstständigen Gemeinden Intres und Saint-Julien-Boutières zur Commune nouvelle Saint-Julien-d’Intres zusammengelegt, die in den Gemeindeverband aufgenommen wurde. Dies verminderte die Anzahl der Gemeinden des Gemeindeverbands von 31 auf 29.

## Mitgliedsgemeinden
Folgende 29 Gemeinden gehören der Communauté de communes Val Eyrieux an:
| Gemeinde                           | Einwohner 1. Januar 2022 | Fläche km² | Dichte Einw./km² | Code INSEE | Postleitzahl |
| ---------------------------------- | ------------------------ | ---------- | ---------------- | ---------- | ------------ |
| Accons                             | 365                      | 9,87       | 37               | 07001      | 07160        |
| Albon-d’Ardèche                    | 158                      | 9,11       | 17               | 07006      | 07190        |
| Arcens                             | 358                      | 18,55      | 19               | 07012      | 07310        |
| Belsentes                          | 542                      | 25,81      | 21               | 07165      | 07160        |
| Chanéac                            | 262                      | 15,73      | 17               | 07054      | 07310        |
| Devesset                           | 306                      | 29,24      | 10               | 07080      | 07320        |
| Dornas                             | 198                      | 17,63      | 11               | 07082      | 07160        |
| Issamoulenc                        | 105                      | 15,66      | 7                | 07104      | 07190        |
| Jaunac                             | 121                      | 3,92       | 31               | 07108      | 07160        |
| Lachapelle-sous-Chanéac            | 159                      | 8,94       | 18               | 07123      | 07310        |
| Le Chambon                         | 60                       | 10,52      | 6                | 07049      | 07160        |
| Le Cheylard                        | 2.812                    | 13,45      | 209              | 07064      | 07160        |
| Mariac                             | 541                      | 16,39      | 33               | 07150      | 07160        |
| Mars                               | 246                      | 18,69      | 13               | 07151      | 07320        |
| Rochepaule                         | 238                      | 33,34      | 7                | 07192      | 07320        |
| Saint-Agrève                       | 2.300                    | 48,56      | 47               | 07204      | 07320        |
| Saint-Andéol-de-Fourchades         | 53                       | 16,47      | 3                | 07209      | 07160        |
| Saint-André-en-Vivarais            | 211                      | 20,48      | 10               | 07212      | 07690        |
| Saint-Barthélemy-le-Meil           | 203                      | 7,35       | 28               | 07215      | 07160        |
| Saint-Christol                     | 100                      | 14,63      | 7                | 07220      | 07160        |
| Saint-Cierge-sous-le-Cheylard      | 217                      | 5,99       | 36               | 07222      | 07160        |
| Saint-Clément                      | 93                       | 19,55      | 5                | 07226      | 07310        |
| Saint-Genest-Lachamp               | 112                      | 23,09      | 5                | 07239      | 07160        |
| Saint-Jean-Roure                   | 264                      | 23,99      | 11               | 07248      | 07160        |
| Saint-Jeure-d’Andaure              | 101                      | 13,28      | 8                | 07249      | 07320        |
| Saint-Julien-d’Intres              | 305                      | 21,17      | 14               | 07103      | 07310, 07320 |
| Saint-Martin-de-Valamas            | 1.084                    | 19,98      | 54               | 07269      | 07310        |
| Saint-Michel-d’Aurance             | 262                      | 8,14       | 32               | 07276      | 07160        |
| Saint-Pierreville                  | 515                      | 20,56      | 25               | 07286      | 07190        |
| Communauté de communes Val Eyrieux | 12.291                   | 510,09     | 24               | –          | –            |